# Gare de Kasukabe
La gare de Kasukabe (春日部駅, Kasukabe-eki) est une gare ferroviaire de la ville de Kasukabe, dans la préfecture de Saitama au Japon. La gare est gérée par la compagnie Tōbu.

## Situation ferroviaire
La gare de Kasukabe est située au point kilométrique (PK) 35,3 de ligne Tōbu Skytree et au PK 15,2 de la ligne Tōbu Urban Park.

## Histoire
La gare de Kasukabe été inaugurée le 27 août 1899.

## Services aux voyageurs

### Accès et accueil
La gare dispose d'un bâtiment voyageurs, avec guichet, ouvert tous les jours.

### Desserte
- Ligne Tōbu Skytree :
  - voie 1 : direction Kita-Senju (interconnexion avec la ligne Hibiya pour Naka-Meguro), Oshiage (interconnexion avec la ligne Hanzōmon pour Shibuya) et Asakusa
  - voies 3 et 4 : direction Tōbu-dōbutsu-kōen, Kuki, Minami-Kurihashi et Tōbu-Nikkō
- Ligne Tōbu Urban Park : 
  - voie 7  : direction Kashiwa et Funabashi

plan schematique des voies en gare de Kasukabe (le nord est en bas a droite)

  - voie 8  : direction Ōmiya